# Paris-Roubaix 1995
Paris-Roubaix 1995 a fost a 93-a ediție a Paris-Roubaix, o cursă clasică de ciclism de o zi din Franța. Evenimentul a avut loc pe 9 aprilie 1995 și s-a desfășurat pe o distanță de 266,5 de kilometri până la velodromul din Roubaix. Câștigătorul a fost Franco Ballerini din Italia de la echipa Mapei–GB–Latexco.

## Rezultate
| Loc | Concurent                | Echipă                  | Timp       |
| --- | ------------------------ | ----------------------- | ---------- |
| 1   | Franco Ballerini (ITA)   | Mapei–GB–Latexco        | 6h 27' 08" |
| 2   | Andrei Cimili (MDA)      | Lotto–Isoglass          | + 1' 56"   |
| 3   | Johan Museeuw (BEL)      | Mapei–GB–Latexco        | + 1' 56"   |
| 4   | Viaceslav Ekimov (RUS)   | Novell–Decca–Colnago    | + 1' 56"   |
| 5   | Johan Capiot (BEL)       | Refin                   | + 1' 56"   |
| 6   | Eric Vanderaerden (BEL)  | Brescialat–Fago         | + 2' 00"   |
| 7   | Fabio Baldato (ITA)      | MG Maglificio–Technogym | + 2' 00"   |
| 8   | Frédéric Moncassin (FRA) | Novell–Decca–Colnago    | + 2' 00"   |
| 9   | Rolf Aldag (GER)         | Team Telekom            | + 2' 00"   |
| 10  | Gianluca Bortolami (ITA) | Mapei–GB–Latexco        | + 2' 00"   |